# Михайлов, Василий Иванович
Васи́лий Ива́нович Миха́йлов — капитан государственной безопасности, депутат Верховного Совета CCСР I созыва. Входил в состав особой тройки НКВД СССР.

## Биография
Родился в 1901 году в Москве в семье сапожника. Окончил церковно-приходскую школу, городское училище (1914). В 1914—1917 гг. ученик в торговой фирме товарищества «Оборот» (Москва).
В 1917—1918 гг. красногвардеец 1-го Московского рабочего полка. В 1918—1922 гг. в РККА. Член РКП(б) с мая 1919 г.
В 1922—1923 гг. инструктор-комиссар политотдела войск ГПУ Дальневосточного края. В 1923—1930 гг. начальник Экономического отдела Тульского губотдела, затем окротдела ГПУ. В 1930—1931 гг. начальник Экономического отдела Тульского оперативного сектора ГПУ. В 1931—1934 гг. помощник начальника 3-го отделения Экономического отдела Полномочного представительства ОГПУ по Московской области. В 1934—1936 гг. уполномоченный УНКВД Московской области по Сталинскому району (Москва). С 26 декабря 1935 года старший лейтенант государственной безопасности. В 1936—1937 гг. начальник Тульского горотдела НКВД. С 16 апреля 1937 года — капитан государственной безопасности.
С 8 сентября 1937 г. нарком внутренних дел Татарской АССР. Этот период отмечен вхождением в состав особой тройки, созданной по приказу НКВД СССР от 30.07.1937 № 00447 и активным участием в сталинских репрессиях.

## Завершающий этап
Арестован 01.1939. Осуждён 01.02.1940. Орган, вынесший решение — Военная коллегия Верховного суда СССР. Приговорён к высшей мере наказания.
Расстрелян 02.02.1940 в Москве. В реабилитации отказано в 1999 году.

## Награды
- 26.12.1935 — знак «Почётный работник ВЧК-ОГПУ (XV)».
- 11.07.1937 — орден Красной Звезды.